# Johann Christian Barthel
Johann Christian Barthel (Plauen, (Saxònia), 19 d'abril de 1776 - Altenburg, Turíngia, 10 de juny de 1831) fou un cèlebre organista, compositor i violinista alemany.
Va ser director dels concerts de la cort de Palau de Schönbrunn quan tan sols tenia setze anys; poc temps després dirigí l'orquestra de Greiz; va recórrer Alemanya donant concerts de violí, i el 1806 aconseguí el lloc d'organista de la cort d'Altenburg.
Escriví moltes obres, algunes de caràcter religiós, de les que només n'imprimí 12 valsos per a piano i una col·lecció de balls titulada Musikalische Flora.